# Die dreizehn verwünschten Prinzessinnen
Die dreizehn verwünschten Prinzessinnen ist ein Märchen. Es steht in Johann Wilhelm Wolfs Deutsche Hausmärchen an Stelle 34.

## Inhalt
Drei Handwerksburschen verlassen die Stadt. Vor dem Tor treffen sie noch drei, und im Wirtshaus, und beim Schlafen unterm Baum. Sie sind erst lustig, finden aber keine Arbeit und werden alle zwölf Soldaten. Das Exerzieren ist ihnen zu schwer, sie laufen weg. Der Jüngste sagt es dem Feldwebel, der desertiert gleich mit. Sie verprassen die Kompaniekasse, schlafen hungrig im Wald. Der Feldwebel entdeckt von einer Eiche aus ein Schloss, wo sie wie von Geisterhand bewirtet werden. Eine Prinzessin erklärt ihm, wie sie sie und zwölf weitere erlösen sollen, indem sie zwölf Jahre bleiben. Doch der Mannschaft wird die Zeit lang, sie zweifeln und wollen ihre Prinzessinnen unbedingt sehen. So bekommen sie sie erst in ihrer Verwandlung als Tiere gezeigt, dann als Frauen bei Tisch. Der Jüngste gibt der seinen betrunken einen Kuss, da verschwinden sie. Die Burschen sollen sich Gold nehmen und gehen, und dem Feldwebel wird es allein zu einsam. Er erhält eine magische Geldbörse und einen magischen Mantel, der ihn nach Spanien bringt. Dort lebt er auf großem Fuß, heiratet die Prinzessin und wird König. Einmal trifft er seine alten Freunde, die alles Geld verbraucht haben und betteln. Weil sie so wollen, nimmt er sie zurück in das Schloss. Dort werden sie gehängt, er aber erhält Karfunkelsteine für seine zwölf Söhne. Er kehrt mit ihnen wieder, sie müssen mit den Prinzessinnen essen und schlafen, ohne sie zu berühren, da sind sie erlöst. Alle heiraten.

## Herkunft
Der Titel Die dreizehn verwünschten Prinzessinnen ist bei Wolf nicht mit einem Sternchen (*) versehen, was laut seiner Vorrede anzeigt, dass er selbst den Text ausarbeitete. Erlösung von Schloss und Prinzessinnen ist in seinen Märchen häufig, etwa Von den achtzehn Soldaten, Die zwölf Brüder, Die eisernen Stiefel, Der Schäferssohn und die zauberische Königstochter, vgl. Grimms De drei schwatten Prinzessinnen. Sie nennt den Helden ihren treuen „Johannes Erlöser“, aber ohne Bezug zum Märchen Der treue Johannes. Der Feldwebel erhält eine Geldbörse, wie Fortunatus, und geht nach Spanien, wie in Musäus’ Märchen Rolands Knappen. „Karfunkelsteine“ sind rote Edelsteine, vgl. Wolfs Das weiße Hemd, das schwere Schwert und der goldene Ring.